# Levie de Lange
Levie de Lange (Amsterdam, 20 februari 1904 – Amsterdam, 16 december 1973) was een Nederlandse overlevende van de Holocaust. Hij verloor tijdens de Tweede Wereldoorlog zijn vrouw en vijftien kinderen in Auschwitz.  Zijn levensverhaal werd in 1964 opgetekend door Jaap Stigter en in 2011 heruitgegeven onder de titel Het verhaal van mijn leven.

## Vroege leven
Levie de Lange werd geboren in de Rode Leeuwengang, een van de armste stegen van Amsterdam, als zoon van Israël de Lange en Mietje Pachter. Hij groeide op in armoede en werkte als overkruijer op de groentemarkt aan de Marnixstraat. Op 25 juli 1923 trouwde hij met Henriëtte Turfreijer. Samen kregen zij tussen 1923 en 1942 vijftien kinderen, waaronder twee tweelingen. Het gezin woonde in diverse woningen in Amsterdam, waaronder aan de Valkenburgerstraat en later in Amsterdam-Noord. Ze leefden in grote armoede en waren afhankelijk van gemeentelijke steun.

## Tweede Wereldoorlog
Op 2 oktober 1942 werd Henriëtte met vijftien kinderen opgepakt en naar de Polderweg gebracht. Levie voegde zich bij zijn gezin, en samen werden ze naar kamp Westerbork gedeporteerd. Op 12 oktober 1942 volgde transport naar Auschwitz, waar zijn vrouw en veertien kinderen direct na aankomst werden vermoord. Levie werd geselecteerd voor dwangarbeid en overleefde meerdere concentratiekampen, waaronder Janowice, waar hij onder zware omstandigheden in de kolenmijnen werkte. Zijn oudste zoon Israël, die aanvankelijk wist te ontsnappen, werd later alsnog opgepakt en op 4 juni 1943 in Sobibor vermoord.

## Na de oorlog
Na de bevrijding keerde Levie terug naar Amsterdam. In 1964 werd zijn levensverhaal opgetekend door Jaap Stigter onder de titel Levie de Lange’s dagboek. In 2011 werd het heruitgegeven als Het verhaal van mijn leven door uitgeverij Van Oorschot. Het boek biedt een beeld van het leven van het Joodse proletariaat in Amsterdam voor en tijdens de oorlog. Levie hertrouwde met Marianne Piller, die eveneens de kampen had overleefd. Hij overleed op 16 december 1973 op 69-jarige leeftijd.

## Publicaties
- Het verhaal van mijn leven, Levie de Lange, opgetekend door Jaap Stigter, Amsterdam 2011, ISBN 9789028241572.